# Pătârlagele
Pătârlagele est une ville roumaine située dans le județ de Buzău.